# Yohann Thuram-Ulien
Yohann Thuram-Ulien (Courcouronnes, 31 de outubro de 1988) é um futebolista francês que atua como goleiro. Atualmente, defende o Amiens.

## Carreira no clube
Embora Thuram-Ulien tenha nascido em Courcouronnes, França, ele passou a maior parte de sua infância em Guadalupe. Ele chegou ao Monaco em 2003. Ele fez parte do timeChampionnat National 2 do Mônaco que venceu o título profissional da reserva. Durante o verão de 2008, ele assinou seu primeiro contrato profissional, mantendo-o com o Monaco até 2011. Ele recebeu o esquadrão número 1 e foi designado como terceiro goleiro.
ele inesperadamente fez sua estréia profissional em 29 de novembro de 2008 em uma vitória por 1 a 0 sobre o Auxerre entrando como substituto aos 37 minutos para o lesionado Flavio Roma, que estava começando no lugar do goleiro titular lesionado Stéphane Ruffier. Thuram não sofreu gols pelo resto da partida. Devido à gravidade da lesão de Roma e à ausência de Ruffier por tempo indeterminado, Yohann foi titular na semana seguinte contra o Sochaux. Yohann teve um desempenho bom o suficiente para o Mônaco empatar em 1 a 1. Antes de assinar seu contrato profissional com o Mônaco, o Barcelona mostrou interesse no jovem goleiro. Em 26 de junho de 2010, Thuram assinou uma extensão de contrato com o Monaco até 2012. Quatro dias depois, ele foi emprestado ao clube da segunda divisão Tours para conseguir um jogo consistente Tempo. No verão de 2013, ele assinou um contrato com o Standard de Liège.
Em 13 de janeiro de 2014, Thuram-Ulien ingressou no clube inglês Charlton Athletic por empréstimo até o final da temporada; ele fez quatro aparições no time titular e não sofreu gols. De acordo com um artigo no Evening Standard, o gerente Chris Powell foi ordenado a jogar Thuram-Ulien sobre Ben Hamer pelo proprietário do clube Roland Duchâtelet .
Em 2 de agosto de 2016, Thuram assinou um contrato de três anos com o clube francês Le Havre. Ele assinou pelo Le Mans, recém-promovido à Ligue 2, em julho de 2019.
Em 17 de julho de 2020, o Amiens anunciou a assinatura de Thuram-Ulien em um contrato de dois anos.

## Carreira internacional
Thuram-Ulien não recebeu nenhuma convocação distinta para nenhuma da Seleção nacional de futebol juvenil da França, mas recebeu convocações para a equipe sub-21 da França futsal. Em 5 de fevereiro de 2009, ele ganhou sua primeira chamada- até a seleção sub-21 da França. Em 24 de março de 2009, ele foi convocado para um amistoso. Sua convocação para Guadalupe, que se preparava para o Copa Ouro da CONCACAF de 2009, não atrapalharia futuras seleções da França para o Thuram, já que não são membros da FIFA. Ele estreou pela seleção de Guadalupe em uma vitória por 0–0 (3–2) por 0–0 (3–2) nos pênaltis contra a Suriname.
1. ↑  www.actusfoot.fr/actus-foot/monaco-un-thuram-dans-le-groupe-pro/ «Cópia arquivada» Verifique valor |arquivourl= (ajuda). Consultado em 11 de dezembro de 2008. Arquivado do dans-le-groupe-pro/ original Verifique valor |url= (ajuda) em 20 de novembro de 2008
2. ↑  Monaco v. Auxerre Match Report Arquivado em 2008-12-12 no Wayback Machine
3. ↑  Mônaco x Sochaux Match Relatório Arquivado em 2008-12-21 no Wayback Machine
4. ↑  foot/le-cousin-de-thuram-dans-les-papiers-du-bara/ Le primo de Thuram dans les papiers du Barça! /http://www.actusfoot.fr/actus-foot/le-cousin-de-thuram-dans-les-papiers-du-bara/ Arquivado em 2008-12-07[Comprimento de Timestamp] no Wayback Machine
5. ↑  [http ://www.cafc.co.uk/news/article/20140113-charlton-snap-up-thuram-ulien-1292961.aspx «Charlton contrata Thuram-Ulien»] Verifique valor |url= (ajuda). Charlton Athletic FC. 13 de janeiro de 2014
6. ↑  Predefinição:Citar notícias
7. ↑  yohann-thuram-standard-pour-3-ans-au-havre-579f5c25357086b3e0de2529 «Yohann Thuram (Standard) para 3 anos no Havre» [Yohann Thuram (Standard Liège) assinou contrato de 3 anos pelo Le Havre] Verifique valor |url= (ajuda). La Libre (em francês) Parâmetro desconhecido |data de acesso= ignorado (ajuda)
8. ↑  { {cite web |url=https://www.francebleu.fr/sports/football/football-le-gardien-yohann-thuram-ulien-rejoint-le-mans-fc-1562603932 |title=Futebol: le gardien Yohann Thuram Ulien regressa ao Le Mans FC |idioma=fr |trans-title=Futebol: o guarda-redes Yohann Thuram Ulien junta-se ao Le Mans FC |first=Yann |last=Lastennet |website=France Bleu |data=8 julho 2019 |data-acesso=27 outubro 2019}}
9. ↑  /2020/07/17/amiens-yohann-thuram-en-renfort «Amiens : Yohann Thuram em renfort» Verifique valor |url= (ajuda) Parâmetro desconhecido |data de acesso= ignorado (ajuda)
10. ↑   A França possui um segundo Thuram 20080526105910/http://www.uefa.com/competitions/futsal21/news/kind=1/newsid=681467.html Arquivado em 2008-05-26[Comprimento de Timestamp] no Wayback Machine
11. ↑  0/ronald-zubar-selection-guadeloupe-63535.html Ronald Zubar em seleção...de Guadalupe .fr/sports/football/france/ligue1/0/ronald-zubar-selection-guadeloupe-63535.html Arquivado em 2009-03-28 no Wayback Machine
12. ↑  «Futebol: Guadalupe-Suriname, les Gwada boys en piste pour le 1er tour de la Carribean Cup»